# Sonora (Mato Grosso do Sul)
Sonora é um município brasileiro da região Centro-Oeste do Brasil, situado no estado de Mato Grosso do Sul.

## História
Durante o Governo de Getúlio Vargas foi criado a Panair (Cia de Aviação para Missões Especiais). O responsável pelo correio era Aéreo Noturno, que interligava Rio de Janeiro, São Paulo, Cuiabá a Manaus e o responsável por este órgão era o Comandante Mauricio Coutinho Dutra, homem de muita cultura, politicamente ativo, ligado ao PTB do então Presidente. Por volta de 1964, com o agravamento da política governamental, o comandante se refugiou em direção a região central do Estado de Mato Grosso, próximo ao Rio Correntes, Município de Pedro Gomes. Construiu um rancho de palha e após alguns anos tornou-se proprietário de muitos hectares de terras no Município.
Em 1975 ofereceu a seu sobrinho, Raul Kelvin Thuin, um Coronel do Exército, cerca de 10.000 hectares de terra para que a utilizasse em algo útil para a Nação Brasileira. O coronel Raul, homem idealista, sonhador veio conhecer a sua terra e estudar a possibilidade de explorá-la em prol do Brasil, como desejava seu tio. Em 1976 contratou a consultoria da empresa Planec, de Campo Grande, onde um de seus sócios, senhor Beat Rolf Stucki, imigrante suíço que chegara ao Brasil em 1951 e que em 1973 mudou-se para a cidade de Campo Grande. Fez o diagnóstico da área juntamente com o Senhor Stucki. Coronel Raul subiu em uma árvore grande e deslumbrou, sonhou com uma cidade, crianças correndo, chaminés fumando e um grande núcleo urbano se desenvolvendo. Inicialmente pensaram em um frigorífico, mas a ideia foi descartada pois faltaria matéria-prima. Consultaram, também, durante o diagnóstico da área, o Médico e então Governador do Estado de Mato Grosso, Fernando Correia da Costa, juntamente com sua filha Telú. Refugiado em sua grande área de terra, Comandante Coutinho sempre procurava se disfarçar e ia para a Cidade de Rondonópolis, em sua Pick-up, onde gostava muito de assistir a filme de faroeste, um de seus Hobbies preferido. Pensava sempre que o destino lhe daria a terra não desbravada, pois a solidão o consumia e as matas iam além do que seus olhos enxergavam.
Em consulta também a Lamartino Navarro, que foi o precursor do Pró-álcool no Brasil e que trouxe do exterior a ideia de produção de energia alternativa, sugeriu a possibilidade de implantação de uma usina de produção de álcool, pois a cultura da cana-de-açúcar possui uma grande característica sazonal. Como a ideia foi aceita em consenso, Lamartino forneceu toda a orientação e a Planec, através do Senhor Beat Rolf Stucki, fez o Projeto e em 1977 iniciou a Construção da Usina Aquárius. O nome da Usina foi escolhido pelo Coronel Raul em homenagem ao signo de sua esposa Lúcia, mulher extremamente inteligente e humana. A Usina Aquárius foi a 1ª Usina de produção de álcool projetada no Brasil para a região do cerrado. Também em 1977 a região passa a fazer parte do atual estado de Mato Grosso do Sul.
Em meados de julho de 1978, iniciou uma produção experimental, que se efetivou em meados do ano de 1979 e que contava com cerca de 850 funcionários, que já formavam um pequeno núcleo urbano e que residiam em barracos de lona, o mesmo acontecendo com o senhor Beat Rolf Stucki, que mudava em 1976, juntamente com sua família. O andamento das atividades da usina seguia muito bem, entusiasmados, muito idealismo e, no entanto, sua administração não era das melhores, deixando a desejar. Diante de vários problemas, a Usina Aquárius foi então adquirida, por volta de 1983, pelo Grupo Giobbi e pela Impregilo Spa- subsidiaria da Fiat Italiana. Passou, a partir daí, a ser chamada de Cia Agrícola Sonora Estância, hoje muito bem administrado em todos os setores da cadeia produtivo. Grande parte da mão-de-obra fixou residência neste núcleo urbano, desempenhando funções nas épocas, intermediarias ao trabalho na lavoura, contribuindo para a expansão populacional da comunidade. Esta expansão atraída pelo mercado de trabalho local, levou este núcleo à condição de distrito no ano 1985.
No dia 3 de Junho de 1988, através da lei nº 828, foi criado o município de Sonora, ficando o mesmo pertencendo à Comarca de Pedro Gomes, de cujo Município foi desmembrado. Dada sua emancipação política neste ano de 1988, seu primeiro mandato ocorreu pelo então Prefeito João Cavalcante Costa. O município foi instalado em 1 de janeiro de 1989.

### Topônimo
Foi determinado que se chamaria Distrito de Sonora, devido aos filmes assistidos pelo Comandante Coutinho, em Rondonópolis/MT, onde nos filmes de faroeste os bandidos se refugiavam no Estado de Sonora, México, na fronteira com os Estados Unidos, fugindo dos Xerifes Texanos.

## Comunicação

### Canal de TV Aberta
- SBT Sonora  - Canal 11.1HD (SBT) GMTCOM (Em implantação)
- TV Morena -  Canal 13 (Rede Globo)

### Radio
- Rádio Cidade 87,9 (Comunitária)

## Geografia

### Localização
O município de  está situado no sul da região Centro-Oeste do Brasil, no Centro Norte de Mato Grosso do Sul (Microrregião do Alto Taquari). Localiza-se a uma latitude 17º34'37" sul e a uma longitude 54º45'28" oeste. Distâncias:
- 363 km da capital estadual (Campo Grande)
- 925 km da capital federal (Brasília).

### Geografia física
Solo
Verifica-se a predominância de Latossolo Vermelho-Escuro de textura argilosa e média e Neossolos, todos com baixa fertilidade natural. Na depressão pantaneira, tem-se a ocorrência de Plintossolo associados à Luvissolos, com textura arenosa/média, ambos com baixa fertilidade natural.
Relevo e altitude
Está a uma altitude de 442 m. O município de Sonora está dividido em cinco Regiões Geomorfológicas: 
- Região dos Chapadões Residuais da Bacia do Paraná, com a Unidade Chapadão do Rio Correntes.
- Região dos Planaltos da Borda Ocidental da Bacia do Paraná, com a unidade Primeiro Patamar da Borda Ocidental.
- Região dos Planaltos Arenítico-Basáltico Interiores, com a unidade Patamares do TaquariItiquira.
- Região da Depressão do Alto Paraguai, com a unidade Planícies Coluviais Pré-Pantanal.
- Região do Pantanal Matogrossense com a unidade Pantanal do Paiaguás

Apresenta relevo plano, geralmente elaborado por várias fases de retomada erosiva, relevos elaborados pela ação fluvial e áreas planas  resultante de acumulação fluvial sujeita a inundações periódicas.
Clima, temperatura e pluviosidade
Está sob influência do clima tropical (AW). Tropical úmido, tendo como período chuvoso de setembro a março, com maior intensidade entre novembro a janeiro. As temperaturas médias estão acima de 20 °C e abaixo de 24 °C, sendo o período seco de três a cinco meses, estando a precipitação média anual entre 1.000 a 1.500mm. 
Hidrografia
Está sob influência da Bacia do Rio da Prata. Rios do município:
- Rio Correntes: afluente pela margem esquerda do rio Itiquira, nasce no extremo oeste do município de Sonora e faz divisa entre este município e o Estado de Mato Grosso e entre este e o município de Corumbá. Extensão de aproximadamente 240 km.
- Rio Piquiri: afluente pela margem esquerda do rio Correntes. Nasce no município de Sonora, fazendo divisa entre este município e o de Coxim.

Vegetação
Se localiza na região de influência do Cerrado. Predominam no município, distribuídas quase que equitativamente, a lavoura e a vegetação natural, Cerrado, Cerrado Estépico (Pantanal) e encraves destas com a Floresta Estacional. Em menores proporções, tem-se a pastagem plantada e várzea.

### Geografia política
Fuso horário
Está a -1 hora com relação a Brasília e -4 com relação ao Meridiano de Greenwich (Tempo Universal Coordenado).
Área
Ocupa uma superfície de de 4 075,437 km².
Subdivisões
Sonora (sede) e Porto Badeco.
Arredores
Ao Norte, com o município de Itiquira (MT), ao Sul, com Pedro Gomes e Coxim, a Leste, com Alto Araguaia (MT) e a Oeste, com Corumbá e Coxim.

## Demografia
Sua população estimada em 2011 era de 15.239 habitantes.

## Economia e infraestrutura
Sonora apresenta como vocação duas grandes vertentes impulsionadoras para o seu desenvolvimento que são: A agroindústria e o turismo de eventos. A cidade é atravessada pela rodovia federal BR-163, que a liga, ao sul, com Campo Grande, a capital do Estado e, ao Norte, com Cuiabá (MT).

### Turismo
Principais Pontos Turísticos: 
- Cachoeira Sumidouro (Usina Hidrelétrica): o Rio Correntes some em meio às rochas e após 365 metros o Rio reaparece com fortíssimas corredeiras. Local muito perigoso. Localiza-se na divisa dos Estados de Mato Grosso e Mato Grosso do Sul, ao longo do percurso, existe um suspiro, onde pode-se escutar a água passando por baixo. A água sai em vários pontos em uma velocidade maior que a de entrada, dando início a uma grande corredeira, conhecida por hidrelétrica.
- Cachoeira da Hidrelétrica (Rodovia BR 163 sentido Sonora/Coxim): local contemplativo em meio as rochas. Cachoeira com 15 metros de altura, não propicia para banho.
- Cachoeira Rainha(Rodovia BR 163 sentido Sonora/Coxim): seqüência de 2 saltos com 1 metro de altura. Local excelente para banho e em meio as pedras um imensa piscina natural.
- Cachoeira da Água Bonita (Rodovia MS–213 - Fazenda Santa Cruz): cachoeira no Rio Água Bonita com 15 metros de queda livre, 20 metros de largura e vegetação preservada. Atrás da cachoeira há uma caverna de fácil acesso, através das pedras.
- Cachoeira da Água Branca (Fazenda da Cachoeira da Água Branca): Cachoeira com 83 metros de queda livre e fácil acesso. Há um saltinho com aproximadamente 3 metros antes da Cachoeira de Água Branca.
- Cachoeira das Bromélias e Cachoeira do Trator (Rodovia MS–213, Fazenda Santa Gabriela): divisa dos Estados de Mato Grosso do Sul com Mato Grosso, a cachoeira das Bromélias tem aproximadamente 45 metros de largura e 7 metros de altura. A cachoeira do Trator, possui um volume intenso de água, com aproximadamente 25 metros de largura e 14 metros de altura com forte correnteza. Não propicia para banho.
- Gruta Boa União (Fazenda Cachoeira de Água Branca): localizado no Rio Água Branca, com aproximadamente 7 metros de altura, formando uma pequena praia.
- Gruta Boa União (Fazenda Simbal – Rodovia MS-213): em seu interior há 3 imensas galerias que se estreitam na passagem de uma para outra. Há também uma nascente no meio da gruta.
- Prainha do Correntes (Usina Hidrelétrica): rio Correntes com pequenas corredeiras, local propicio para banho com areia branca, formando uma prainha com extensão de aproximadamente 100 metros.
- Vale das Pedras: assentamento com 240 famílias. Conhecida como Vila Velha de Sonora, são aproximadamente 3 km de areão com formações rochosas de formato variados e vegetação preservada.
- córrego confusão: Localizado no encontro do rio correntes com a BR 163, lugar maravilhoso e de água cristalina, a 3 km da saída de Sonora, sentido Cuiabá MT, excelente para banhos em dias e calor.
- Balneário Por do sol: Localizada no rio Corrente, excelente escolha para os finais de semana, com quiosques, quadra poliesportiva, campo soçaite e quadras de volei de areia, e ainda mais. Um excelente restaurante.

### UHE Ponte de Pedra
O projeto está localizado nas margens do Rio Correntes, abrangendo dois estados, Mato Grosso do Sul em Sonora e Mato Grosso em Itiquira, no Pantanal do Centro Oeste do Brasil, na área de confluência com o Rio Paraná. 
Concessionária Companhia "Ponte de Pedra Energética SA" obteve a concessão por um período de 35 anos, renovável para o financiamento, concepção,construção e posterior operação da usina hidrelétrica. O Consórcio Cigla-Sade, em vez disso tem um contrato de EPC. 
Projeto hidrelétrico Ponte de Pedra usa um salto de 243 m.. E uma capacidade de 80,7 m³ / s Rio Correntes para gerar uma potência nominal de 176 MW de produção anual, usina garantido é 1.152.816 MWh. 